# Volby do orgánů samosprávných krajů na Slovensku 2009
Předseda Národní rady Slovenské republiky svým rozhodnutím č. 272/2009 Sb. ze dne 3. července 2009 vyhlásil volby do zastupitelstev samosprávných krajů a volby předsedů samosprávných krajů. Den voleb určil na sobotu 14. listopadu 2009. Celková volební účast byla nízká, zúčastnilo se jen okolo 20% voličů. Celé volby přitom stály 8,4 milionu €. první kolo voleb probíhalo v sobotu 14. listopadu 2009 od 07:00 do 22:00. Druhé kolo probíhalo v sobotu 28. listopadu 2009 od 07:00 do 22:00.

## Výsledky voleb předsedů samosprávných krajů

### První kolo voleb - sobota 14. 11. 2009 od 07:00 do 22:00

#### Bratislavský kraj
| #   | Kandidát            | Politické strany                                  | Počet hlasů | %      | Poznámka               |
| --- | ------------------- | ------------------------------------------------- | ----------- | ------ | ---------------------- |
| 1.  | Pavel Fres          | SDKÚ-DS, KDH, SMK-MKP, OKS, SaS                   | 42 794      | 41,29% | Postup do druhého kola |
| 2.  | Vladimír Bajan      | Nezávislý (s podporou SMER-SD, LS-HZDS, SZS, HZD) | 30 569      | 29,49% | Postup do druhého kola |
| 3.  | Branislav Zahradník | Nezávislý                                         | 15 422      | 14,88% |                        |
| 4.  | Róbert Beňo         | MOST-HID                                          | 5 276       | 5,09%  |                        |
| 5.  | Jaroslav Paška      | SNS                                               | 4 180       | 4,03%  |                        |
| 6.  | Peter Pilinský      | SZ                                                | 1 861       | 1,79%  |                        |
| 7.  | Miloslav Šimkovič   | EDS                                               | 1 178       | 1,13%  |                        |
| 8.  | Zdenko Marton       | KSS                                               | 943         | 0,90%  |                        |
| 9.  | Martin Halás        | SDĽ                                               | 636         | 0,61%  |                        |
| 10. | Mária Bertóková     | RIS                                               | 452         | 0,43%  |                        |
| 11. | Juraj Janošovský    | ÚSVIT                                             | 330         | 0,31%  |                        |

#### Trnavský kraj
| #  | Kandidát        | Politické strany                            | Počet hlasů | %      | Poznámka         |
| -- | --------------- | ------------------------------------------- | ----------- | ------ | ---------------- |
| 1. | Tibor Mikuš     | Nezávislý (s podporou SMER-SD, ND, SNS, SZ) | 48 295      | 52,99% | Zvolen předsedou |
| 2. | Gábor Gál       | MOST-HID                                    | 16 120      | 17,69% |                  |
| 3. | Gabriel Pavelek | KDH, SDKÚ-DS, SaS, OKS, Mise 21             | 15 606      | 17,12% |                  |
| 4. | Miroslav Jureňa | LS-HZDS, ASV                                | 11 103      | 12,18% |                  |

#### Trenčiansky kraj
| #  | Kandidát        | Politické strany       | Počet hlasů | %      | Poznámka               |
| -- | --------------- | ---------------------- | ----------- | ------ | ---------------------- |
| 1. | Pavel Sedláček  | LS-HZDS, SMER-SD, SNS  | 43 760      | 45,55% | Postup do druhého kola |
| 2. | Martin Fedor    | SDKÚ-DS, KDH, SaS, OKS | 28 553      | 29,72% | Postup do druhého kola |
| 3. | Juraj Liška     | Nezávislý              | 10 620      | 11,05% |                        |
| 4. | Miloš Radosa    | LIGA, SF, SZ           | 8 427       | 8,77%  |                        |
| 5. | Lenka Ďurechová | ÚSVIT                  | 3 375       | 3,51%  |                        |
| 6. | Jozef Čambalík  | KLS                    | 1 327       | 1,38%  |                        |

#### Nitranský kraj
| #  | Kandidát        | Politické strany      | Počet hlasů | %      | Poznámka         |
| -- | --------------- | --------------------- | ----------- | ------ | ---------------- |
| 1. | Milan Belica    | SMER-SD, SDKÚ-DS, KDH | 74 247      | 60,27% | Zvolen předsedou |
| 2. | Ágnes Biró      | SMK-MKP               | 33 194      | 26,94% |                  |
| 3. | Imrich okenka   | Nezávislý             | 10 114      | 8,21%  |                  |
| 4. | Vladimír Karvaj | EDS                   | 4 163       | 3,37%  |                  |
| 5. | Viliam Mokráň   | KLS                   | 1 454       | 1,18%  |                  |

#### Žilinský kraj
| #  | Kandidát          | Politické strany                   | Počet hlasů | %      | Poznámka         |
| -- | ----------------- | ---------------------------------- | ----------- | ------ | ---------------- |
| 1. | Juraj Blanár      | SMER-SD, SNS, LS-HZDS, HZD, SZ, SF | 79 519      | 63,20% | Zvolen předsedou |
| 2. | Pavel Pavlásek    | KDH, SDKÚ-DS, OKS                  | 26 123      | 20,76% |                  |
| 3. | Jozef Tarčák      | Nezávislý                          | 18 170      | 14,44% |                  |
| 4. | Štefan Brestovská | ASV                                | 2 003       | 1,59%  |                  |

#### Banskobystrický kraj
| #  | Kandidát       | Politické strany            | Počet hlasů | %      | Poznámka               |
| -- | -------------- | --------------------------- | ----------- | ------ | ---------------------- |
| 1. | Vladimír Maňka | SMER-SD, LS-HZDS            | 48 090      | 35,40% | Postup do druhého kola |
| 2. | Jozef Mikuš    | SDKÚ-DS, KDH, SaS, OKS, KDS | 39 127      | 28,80% | Postup do druhého kola |
| 3. | Milan Murgaš   | Nezávislý                   | 18 349      | 13,50% |                        |
| 4. | Marian Kotleba | Nezávislý                   | 13 629      | 10,03% |                        |
| 5. | Jozef Šimko    | SNS, HZD                    | 7 197       | 5,29%  |                        |
| 6. | Igor Danihel   | Nezávislý                   | 4 098       | 3,01%  |                        |
| 7. | Emil Samko     | RIS                         | 2 499       | 1,83%  |                        |
| 8. | Jozef Sásik    | SLS                         | 1 506       | 1,10%  |                        |
| 9. | Pavel Chovanec | ÚSVIT                       | 1 331       | 0,97%  |                        |

#### Prešovský kraj
| #   | Kandidát            | Politické strany           | Počet hlasů | %      | Poznámka               |
| --- | ------------------- | -------------------------- | ----------- | ------ | ---------------------- |
| 1.  | Peter Chudík        | SMER-SD, LS-HZDS, HZD, SZS | 71 424      | 47,17% | Postup do druhého kola |
| 2.  | Ján Hudacký         | KDH, SDKÚ-DS, SaS          | 37 340      | 24,66% | Postup do druhého kola |
| 3.  | Pavel Hagyari       | SF, ND, SZ, LIGA           | 26 035      | 17,19% |                        |
| 4.  | Ľuba Kráľová        | Nezávislý                  | 4 023       | 2,65%  |                        |
| 5.  | Radoslav Ščuka      | RIS                        | 3 223       | 2,12%  |                        |
| 6.  | Ján Bajus           | DÚ                         | 2 997       | 1,97%  |                        |
| 7.  | Ján Blaščák         | Nezávislý                  | 2 482       | 1,63%  |                        |
| 8.  | Fedor Šandor        | ÚSVIT                      | 1 608       | 1,06%  |                        |
| 9.  | Kvetoslava Supuková | Nezávislý                  | 1 493       | 0,98%  |                        |
| 10. | Milan Kručay        | MOST-HID                   | 788         | 0,52%  |                        |

#### Košický kraj
| #  | Kandidát        | Politické strany                                           | Počet hlasů | %      | Poznámka              |
| -- | --------------- | ---------------------------------------------------------- | ----------- | ------ | --------------------- |
| 1. | Zdenko Trebuľa  | SMER-SD, SMK-MKP, LS-HZDS, SF, HZD, S.O.S., MOST-HID, LIGA | 77 485      | 60,25% | Zvolen předsedou      |
| 2. | Ján Suli        | SDKÚ-DS, KDH, SaS, KDS, OKS, DS                            | 29 908      | 23,25% |                       |
| 3. | Jozef Červeňák  | RIS                                                        | 5 363       | 4,17%  |                       |
| 4. | Michal Vajda    | ÚSVIT                                                      | 5 037       | 3,91%  |                       |
| 5. | Ján Slabý       | SNS                                                        | 3 954       | 3,07%  |                       |
| 6. | Stanislav Labaj | SDĽ                                                        | 3 072       | 2,38%  |                       |
| 7. | Peter Jacko     | ASV                                                        | 2 516       | 1,95%  |                       |
| 8. | Jozef Plachý    | SRS                                                        | 1 261       | 0,98%  | Kandidát nevolitelným |

### Druhé kolo voleb - sobota 28. 11. 2009 od 07:00 do 22:00

#### Bratislavský kraj
| #  | Kandidát       | Politické strany                                  | Počet hlasů | %      | Poznámka         |
| -- | -------------- | ------------------------------------------------- | ----------- | ------ | ---------------- |
| 1. | Pavel Fres     | SDKÚ-DS, KDH, SMK-MKP, OKS, SaS                   | 66 163      | 60,50% | Zvolen předsedou |
| 2. | Vladimír Bajan | Nezávislý (s podporou SMER-SD, LS-HZDS, SZS, HZD) | 43 187      | 39,49% |                  |

#### Trenčiansky kraj
| #  | Kandidát       | Politické strany       | Počet hlasů | %      | Poznámka         |
| -- | -------------- | ---------------------- | ----------- | ------ | ---------------- |
| 1. | Pavel Sedláček | LS-HZDS, SMER-SD, SNS  | 45 613      | 59,08% | Zvolen předsedou |
| 2. | Martin Fedor   | SDKÚ-DS, KDH, SaS, OKS | 31 588      | 40,91% |                  |

#### Banskobystrický kraj
| #  | Kandidát       | Politické strany            | Počet hlasů | %      | Poznámka         |
| -- | -------------- | --------------------------- | ----------- | ------ | ---------------- |
| 1. | Vladimír Maňka | SMER-SD, LS-HZDS            | 50 806      | 53,70% | Zvolen předsedou |
| 2. | Jozef Mikuš    | SDKÚ-DS, KDH, SaS, OKS, KDS | 43 791      | 46,29% |                  |

#### Prešovský kraj
| #  | Kandidát     | Politické strany           | Počet hlasů | %      | Poznámka         |
| -- | ------------ | -------------------------- | ----------- | ------ | ---------------- |
| 1. | Peter Chudík | SMER-SD, LS-HZDS, HZD, SZS | 63 179      | 54,06% | Zvolen předsedou |
| 2. | Ján Hudacký  | KDH, SDKÚ-DS, SaS          | 53 686      | 45,93% |                  |

## Výsledky voleb do zastupitelstva samosprávných krajů
Počet poslanců jednotlivých zastupitelstvech samosprávných krajů podle politických stran a hnutí.
| Strana      | Bratislava | Trnava | Trenčín | Nitra | Žilina | Banská Bystrica | Prešov | Košice | Spolu SR | % Za SR |
| ----------- | ---------- | ------ | ------- | ----- | ------ | --------------- | ------ | ------ | -------- | ------- |
| SMER-SD     | 13         | 4      | 20      | 15    | 16     | 20              | 21     | 26     | 135      | 33,09%  |
| SDKU-DS     | 10         | 3      | 5       | 9     | 4      | 4               | 15     | 7      | 57       | 13,97%  |
| KDH         | 8          | 8      | 3       | 7     | 13     | 2               | 10     | -      | 51       | 12,50%  |
| LS-HZDS     | 1          | 3      | 7       | 7     | 5      | 7               | 5      | 4      | 39       | 9,56%   |
| SMK-MKP     | 5          | 11     | -       | 13    | -      | 7               | -      | 4      | 40       | 9,80%   |
| SNS         | -          | 1      | -       | -     | 6      | 2               | -      | -      | 9        | 2,21%   |
| Nezávislí   | 2          | 6      | 10      | 3     | 11     | 5               | 6      | 13     | 56       | 13,73%  |
| Jiná strana | 5          | 4      | -       | -     | 2      | 2               | 5      | 3      | 21       | 5,15%   |
| Spolu       | 44         | 40     | 45      | 54    | 57     | 49              | 62     | 57     | 408      | 100%    |

Ostatní strany, které samostatně nedosáhly hranici 1,00% za SR, mající své zástupce v zastupitelských sborech samosprávných krajů:
- Hnutí za demokracii (HZD) - 4 poslanci (2x Trnava, 1x Banská Bystrica a Prešov)
- Občanská konzervativní strana (OKS) - 4 poslanci (3x Bratislava, 1x Žilina)
- Most-Híd - 2 poslanci (1x Bratislava a Trnava)
- Svobodné fórum - 2 poslanci (1x Prešov a Košice)
- Svoboda a Solidarita (SaS) - 1 poslanec (Bratislava)
- Nová demokracie (ND) - 1 poslanec (Trnava)
- Strana zelených Slovenska (SZS) - 1 poslanec (Žilina)
- Strana zelených (SZ) - 1 poslanec (Banská Bystrica)
- Liga - 1 poslanec (Prešov)
- Strana romské koalice - 1 poslanec (Prešov)
- Úsvit - 1 poslanec (Prešov)
- Konzervatívni demokrati Slovenska (KDS) - 1 poslanec (Košice)
- Strana občanské solidarity (S.O.S.) - 1 poslanec (Košice)